# Chùa Tây Tạng
Chùa Tây Tạng (西藏寺) là một ngôi chùa Việt Nam, hiện tọa lạc tại 46B Thích Quảng Đức, phường Chánh Nghĩa, thành phố Thủ Dầu Một, tỉnh Bình Dương. Ngôi chùa này thuộc hệ phái Đại thừa có pha trộn giữa thiền phái Lâm Tế Chúc Thánh với Mật tông Tây Tạng, và đã được sách Kỷ lục Việt Nam xác lập kỷ lục là "Ngôi chùa có tượng Bồ Đề Đạt Ma bằng tóc lớn nhất".

## Giới thiệu sơ lược

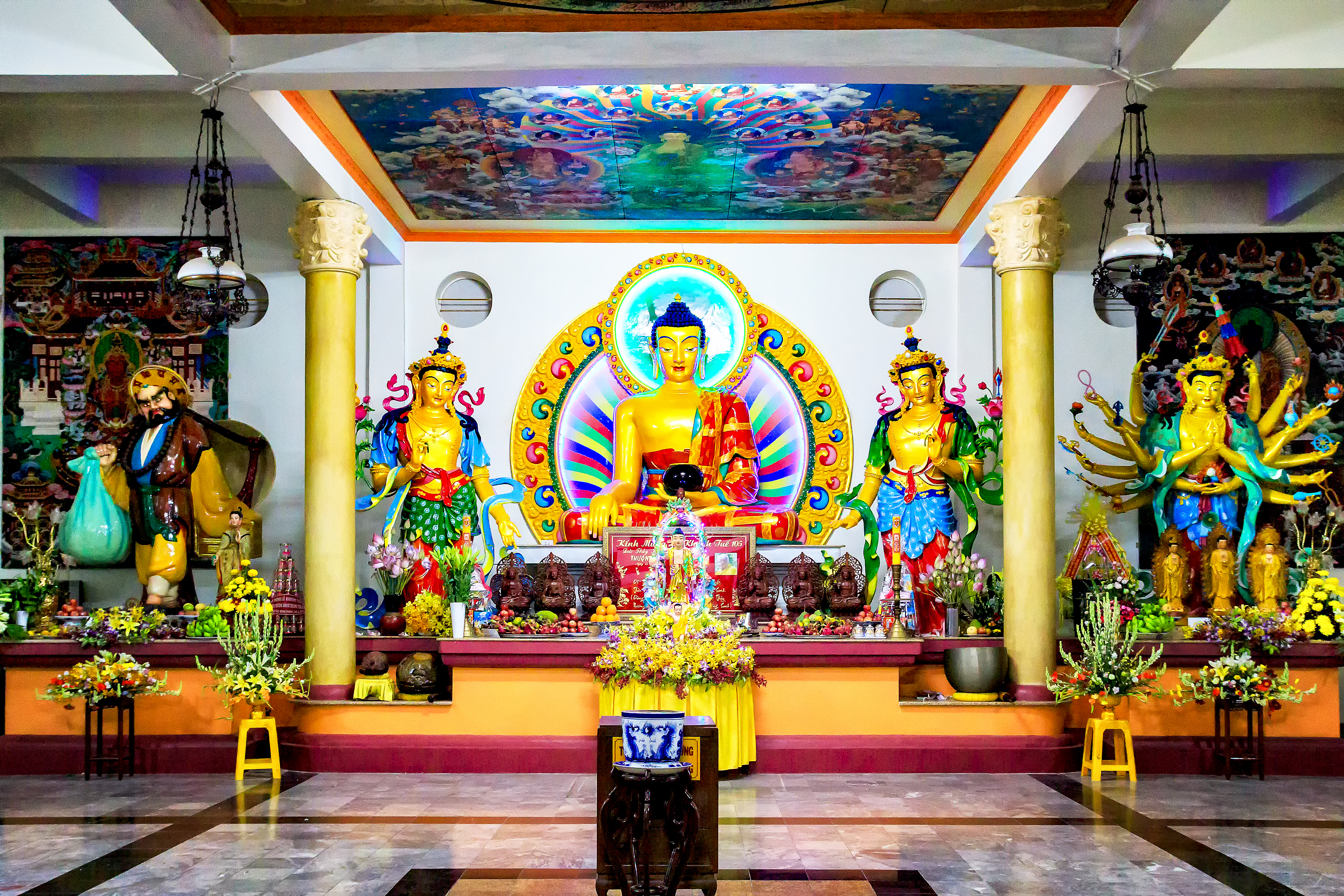
Một bàn thờ Phật bên trong chánh điện

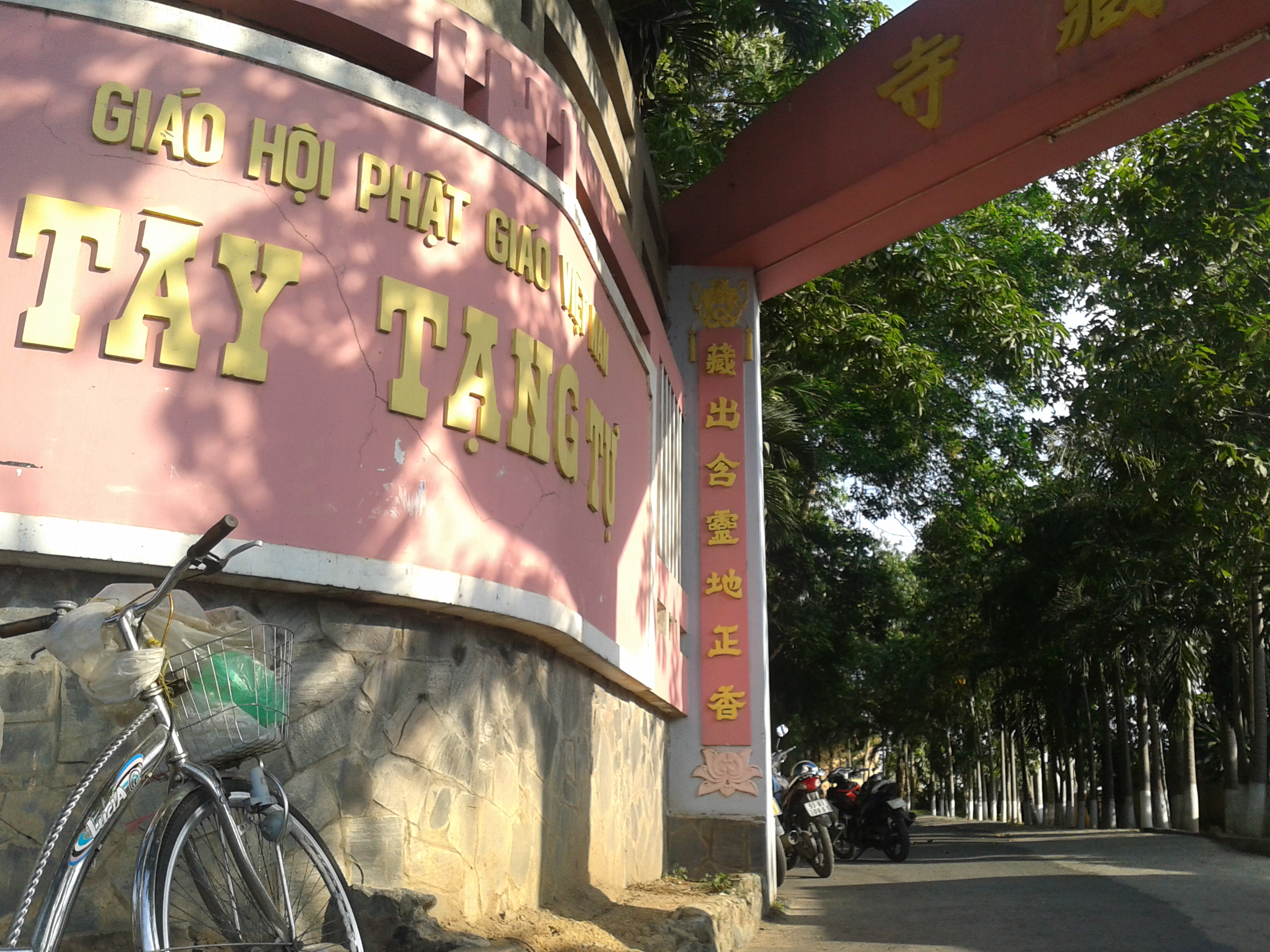
Cổng vào chùa

Chùa Tây Tạng do Thiền sư Minh Tịnh (còn gọi là Hòa thượng Chơn Phổ-Nhẫn Tế)  sáng lập vào năm 1928 với tên gọi Bửu Hương Tự (寶香寺). Lúc bấy giờ, chùa chỉ là một am nhỏ thờ Phật cất trên một ngọn đồi thấp có nhiều cây cổ thụ, để thiền sư tu tập và phổ độ chúng sanh . Năm 1937, sau khi thiền sư Minh Tịnh vân du đất Phật trở về, mới cho đổi tên chùa thành Tây Tạng Tự.
Sau lần đại trùng tu vào năm 1992, chùa Tây Tạng có dáng dấp gần giống như một ngôi chùa ở xứ sở Tây Tạng.Bước vào phía trước cổng Chùa ta sẽ gặp hai câu đối do Thiền sư Minh Tịnh đặt với sự kết hợp rất nhịp nhàng hai tên trước kia và hiện nay của Chùa: 
西歸獨妙天真寶/
藏出含靈地正香 
 Tây quy độc diệu thiên chơn Bửu / Tạng xuất hàm linh địa chánh Hương
(Nghĩa: Quay về bản tâm chân thật, tánh giác, Phật tánh/ Từ đất tâm thanh tịnh mà dung chứa vạn loài)
Chánh điện có cấu trúc hình khối vuông, chính giữa là ngôi tháp, tứ giác có chiều cao trên 15 m. Ở tầng thượng nóc chùa có 5 điện thờ 5 vị gọi là "Ngũ trí Như Lai", là 5 vị Phật của Phật giáo Tây Tạng.
Bên trong chánh điện thiết kế thờ phượng như một pháp hội khi Phật Thích Ca còn tại thế. Ở giữa điện thờ tượng Phật Thích Ca ngồi thiền cao 2,3 m. Chung quanh có chư Phật và Bồ tát ở các vị trí, như tầng dưới thờ Địa Tạng, Di Lặc; tầng kế thờ Phổ Hiền, Văn Thù; tầng trên thờ Quan Âm, Đại Thế Chí, v.v...

## Bức tượngBồ Đề Đạt Mabằng tóc
Đặc biệt, trong chùa có bức tượng Đạt Ma Sư Tổ được sách Kỷ lục Việt Nam xác nhận là bức tượng bằng tóc lớn nhất Việt Nam.
Tượng mô tả hình tướng của Sơ tổ Thiền tông Bồ Đề Đạt Ma đang bước đi, trên vai là một đòn gánh, đầu đòn gánh bên tay phải là túi càn khôn và đầu bên trái là hòm kinh Lăng Già. Trên đòn gánh còn treo một chiếc nón lá đậm chất Việt Nam. Tượng gồm 3 phần rời nhau, được gắn lại bằng keo dán. Chỉ trừ phần khung được làm bằng sắt còn chất liệu chủ yếu bằng tóc được thu nhận từ các Phật tử, kết hợp với mật rỉ đường và vôi vữa. Tượng có chiều cao 2,83 m, chiều ngang tính từ túi Càn khôn đến kinh Lăng già là 1,74 m. Tượng được ông Nguyễn Khắc Bửu cùng với các ông Nguyễn Chí Cơ và Tôn Ngọc An làm trong 2 năm (1982 - 1983) mới hoàn thành.

## Các thông tin khác
Ngoài ra, trong chùa Tây Tạng hiện còn cuốn nhật ký lưu giữ hình ảnh và sự kiện hành trình về đất Phật một cách chi tiết, đầy đủ từng ngày từ Việt Nam qua Ấn Độ - Nepal - Tây Tạng và ngược lại của thiền sư Minh Tịnh. Cuốn nhật ký này, có thể xem như là tập "Tây Trúc - Tây Tạng ký" ghi rõ thời gian, các địa danh và Phật sự suốt cuộc hành trình từ khi ngài xuất hành từ Thủ Dầu Một (Bình Dương), rời bến Nhà Rồng (Sài Gòn) vào ngày 17 tháng 4 năm 1935 cho đến khi trở về nước vào ngày 30 tháng 6 năm 1937 (kéo dài 2 năm 2 tháng 13 ngày). Cuốn nhật ký ghi bằng thủ bút của thiền sư với nét chữ nghiêng, đẹp, rõ ràng bằng chữ quốc ngữ, có xen lẫn ghi chú bằng tiếng Pháp, Anh, Tây Tạng, Phạn. Nhật ký có độ dày trên 300 trang khổ lớn, hiện còn lưu giữ cẩn thận tại chùa Tây Tạng. Và có thể nói Sư là một "tiểu Huyền Trang của Việt Nam" .
Hiện nay, chùa Tây Tạng do Hòa thượng Thích Chơn Hạnh làm trụ trì, chăm lo sự phát triển chung của ngôi cổ tự. Số xá lợi Phật do Thiền sư Minh Tịnh thỉnh về từ đất Phật được chia làm hai phần, một mang về nghiêm thờ tại chùa Thiên Thai ở tỉnh Bà Rịa – Vũng Tàu, phần được lưu lại thờ phụng ở chùa Tây Tạng.

## Các đời Trụ trì
- Hòa thượng Thích Nhẩn Tế - tức Minh Tịnh thiền sư, Tổ khai sơn chùa Tây Tạng
- Hòa thượng Thích Tịch Chiếu - Trụ trì thứ hai của Chùa
- Hòa thượng Thích Chơn Hạnh - trụ trì đương nhiệm của Chùa

| STT | Pháp hiệu                   | Tông phái                                               | Thời gian trụ trì |
| --- | --------------------------- | ------------------------------------------------------- | ----------------- |
| 1   | Hòa thượng Thích Nhẩn Tế    | Thiền tông Lâm Tế đời thứ 40, phái Chúc Thánh đời thứ 7 | 1928 - 1950       |
| 2   | Hòa thượng Thích Tịch Chiếu | Thiền tông Lâm Tế đời thứ 41, phái Chúc Thánh đời thứ 8 | 1950 - 2009       |
| 3   | Hòa thượng Thích Chơn Hạnh  | Thiền tông Lâm Tế đời thứ 42, phái Chúc Thánh đời thứ 9 | 2009 - nay        |